# Jerzy Aleksander Lubomirski
Jerzy Aleksander Lubomirski (mort le 14 octobre 1735), noble polonais de la famille Lubomirski, intendant de la Couronne (1703-1729), voïvode de Sandomierz (1729), staroste de Nowy Sącz.

## Biographie
Jerzy Aleksander Lubomirski est le fils d'Aleksander Michał Lubomirski et de Katarzyna Anna Sapieha.
Il se présente à la cour en 1694. Lors de l'élection royale de 1697, il soutient la candidature de François-Louis de Bourbon-Conti.

## Mariages et descendance
Jerzy Aleksander Lubomirski épouse Joanna von Starzhausen qui lui donne pour enfants:
- Anna Karolina Lubomirska
- Józef (pl) (mort en 1755)
- Stanisław (1704-1793)

Il épouse ensuite Aniela Teresa Michowska

## Sources
- (en) Cet article est partiellement ou en totalité issu de l’article de Wikipédia en anglais intitulé « Jerzy Aleksander Lubomirski » (voir la liste des auteurs).

- (pl) Cet article est partiellement ou en totalité issu de l’article de Wikipédia en polonais intitulé « Jerzy Aleksander Lubomirski » (voir la liste des auteurs).